# Dom Draculi
Dom Draculi (ang. House of Dracula) – amerykański horror z 1945. Film jest crossoverem, łączącym wątki filmów Dracula (1931), Frankenstein (1931) i Wilkołak (1941).

## Fabuła
Wampir Dracula przybywa do doktora Edelmana i prosi go by wyleczył go z wampiryzmu. Doktor nie wie jednak, że prawdziwym celem wizyty hrabiego jest zbliżenie się do pięknej asystentki doktora i przemienienie ją w wampirzycę. W tym samym czasie doktora odwiedza Lawrence Talbot, mający nadzieje, że doktor zdoła zdjąć z niego klątwę, która sprawia, że w każdą pełnię Księżyca zamienia się wilkołaka. W tym samym czasie w okolicy pojawia się potwór Frankenstein.

## Obsada
- Onslow Stevens – dr Edelman
- John Carradine – hrabia Dracula
- Lon Chaney Jr. – Lawrence Talbot
- Lionel Atwill – inspektor Holtz
- Skelton Knaggs – Steinmuhl
- Glenn Strange – Frankenstein
- Ludwig Stössel – Siegfried
- Jane Adams – Nina
- Martha O’Driscoll – Miliza Morrelle